# بيتر ليم
بيتر ليم (ولد في 1953) هو رجل أعمال سنغافوري كبير، مقاول، فاعل خير ومستثمر. في 2016، صنفته مجلة فوربس في المرتبة الحادية عشر في قائمة أغنى الأشخاص في سنغافورة، مع ثروة قدرت بــ2.4 مليار دولار أمريكي.